# バルーチスターン

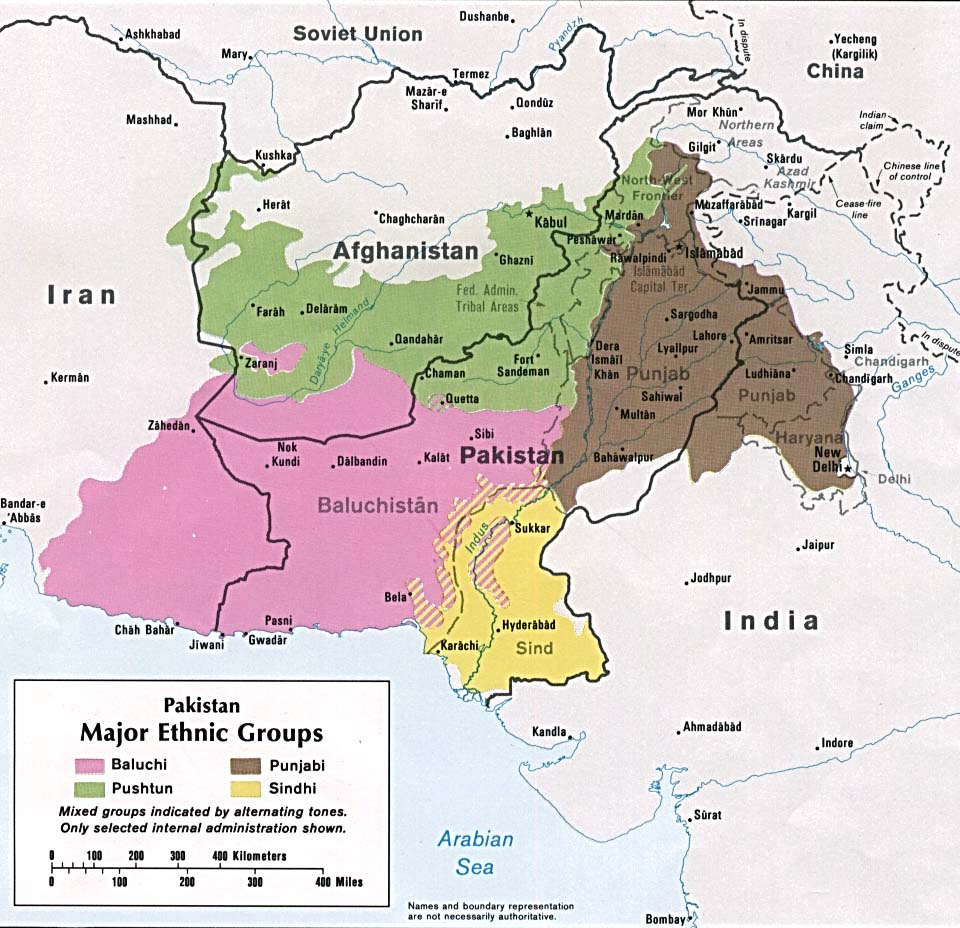
バルーチスタン（桃色）

バルーチスターン（Baluchistan、バローチー語: بلوچستان）は、現パキスタンの西南（バローチスターン州）、イラン東南（スィースターン・バルーチェスターン州）、アフガニスタン南部にまたがる地方。バローチスターン（Balochistan）とも呼ばれる。

## 名称
バルーチスターンとは「バローチ人の土地」の意味。
明治時代には漢字で俾路芝、卑路芝と表記された。

## 地理
アラビア海に面するマクラーン海岸には、パキスタンにはグワーダル（グワーダル港）があり、イラン側にはチャーバハール（チャーバハール港）がある。ゲドロシア砂漠を擁する。

## 歴史

### 有史前
新石器時代（紀元前7000年-紀元前2500年）のメヘルガル遺跡が知られている。バルーチスターンはインダス文明を担ったとされるバルーチ人やブラフイ人が住んでいた。
クリ文化（紀元前2500年-紀元前2000年）は、ゲドロシアにあり、メヘルガル遺跡とはボーラーン峠の反対側に位置している。クリ文化と同時代には西にジーロフト文化などが知られている。クリ文化やジーロフト文化とインダス文明やエラムとの関係は未解明である。

### 古代
紀元前530年頃、アケメネス朝ペルシアのキュロス2世によってゲドロシア属州（サトラップ）が置かれた。
3世紀頃、マハーバーラタによればインド・スキタイ王国のパラタラジャスがあった。

### イスラーム到来
7世紀にはウマイヤ朝、8世紀にはアッバース朝とアラブ人の支配下に置かれていた。
13世紀にはモンゴル人の治世下になるイルハン国、15世紀にはチムール帝国の版図に入った。1486年、バルーチ人のミール・チャカール・リンドがリンド部族の族長となると、ラシャリ部族との30年戦争で勝利した。さらにミール・チャカールはアフガニスタンやパンジャーブ地方へも侵攻し勝利した。

### カラート藩王国

カラート藩王国の国旗

1638年にカラート藩王国（1638年 - 1955年）が成立したが、ペルシャやアフガニスタンからの影響が大きく、アフシャール朝のナーディル・シャーがカラートの部族連合軍に勝利し、カルホラの領土を奪われた。その後、半独立の状態が長く続いたが、1758年に再び独立を確保する。

### イギリス保護領バルチスタン
1840年にイギリス軍が侵攻。1854年に条約を結び、イギリス保護領バルーチスターンとなった。このあたりはイギリスによるインドの統治が進むにつれて、本国とインドの間の電信線を敷くためには不可欠な地方となり、ガージャール朝ペルシャのナーセロッディーン・シャーとロイター男爵が相談して行なわれた「ロイター利権」（英: Reuter Concession）の供与と連動して、イギリスはバルーチスターンを4つの藩王国(カラート藩王国、ハラーン藩王国、ラス・ベラ藩王国、マクラーン藩王国)に分割し、バルチスタン首席弁務官領を設置した。

### バルーチスターン紛争
1947年にイギリスのインド統治が終了すると、「もともとインドの一部ではないので」インドやパキスタンには参加せず、イギリスやパキスタンもカラート藩王国の独立を認めた上で、パキスタンとは特別の関係を結ぶことを模索し、1952年にバルーチスターン藩王国連合として独立させ、議会や内閣を設置した。
パキスタンの軍事的圧迫（バルーチスターン紛争）に抗すことができず、藩王は併合条約に調印し、パキスタンに軍事併合された。その後もしばらく内政自治は続いていたが権限は大幅に縮小され、1955年には藩王国自体が名目上も消滅させられた（en:One Unit）。

### バルーチスターン併合後
バルチスタンはパキスタン国土の4割を占めるが人口は5%に過ぎない。しかしバルチスタンは石炭、天然ガス、クロムなど豊富な資源に恵まれており、バルチスタンのバルーチ人はパキスタンと中国に富を収奪されているという意識を持っている。
1973年、イスラマバードのイラク大使館がパキスタン軍と警察によって襲撃され、武器が押収される事件が発生した。この事件を受けて、パキスタン政府は、イラクとソビエト連邦、インドがイランやパキスタン領内で活動するバルーチスターン解放軍などのバルーチ民族主義運動を支援していると非難した。
1973年、en:1970s Operation in Balochistan（1973年 - 1978年）。
1998年5月28日と5月30日にパキスタンのナワーズ・シャリーフ首相兼国防大臣が初の核実験をバローチスターン州チャガイ地区Ras Koh丘陵の地下核実験施設で成功させた。

### 9・11テロ以後
2004年、en:Drone attacks in Pakistan。
2013年、バルーチスターン解放軍によるen:2013 Quaid-e-Azam Residency attack。

## 住民
イラン語群に属するバローチー語を話すバローチ人が住む。その他、パシュトー語を話すパシュトゥーン人やブラーフーイー語を話すブラーフーイー人が住む。
言語は、第一言語としてパンジャーブ語やシンド語が使用されるほか、第二言語としてパキスタンではウルドゥー語、イランとアフガニスタンではペルシア語が使用されるなど、多重言語となっている。